# 전기 극성

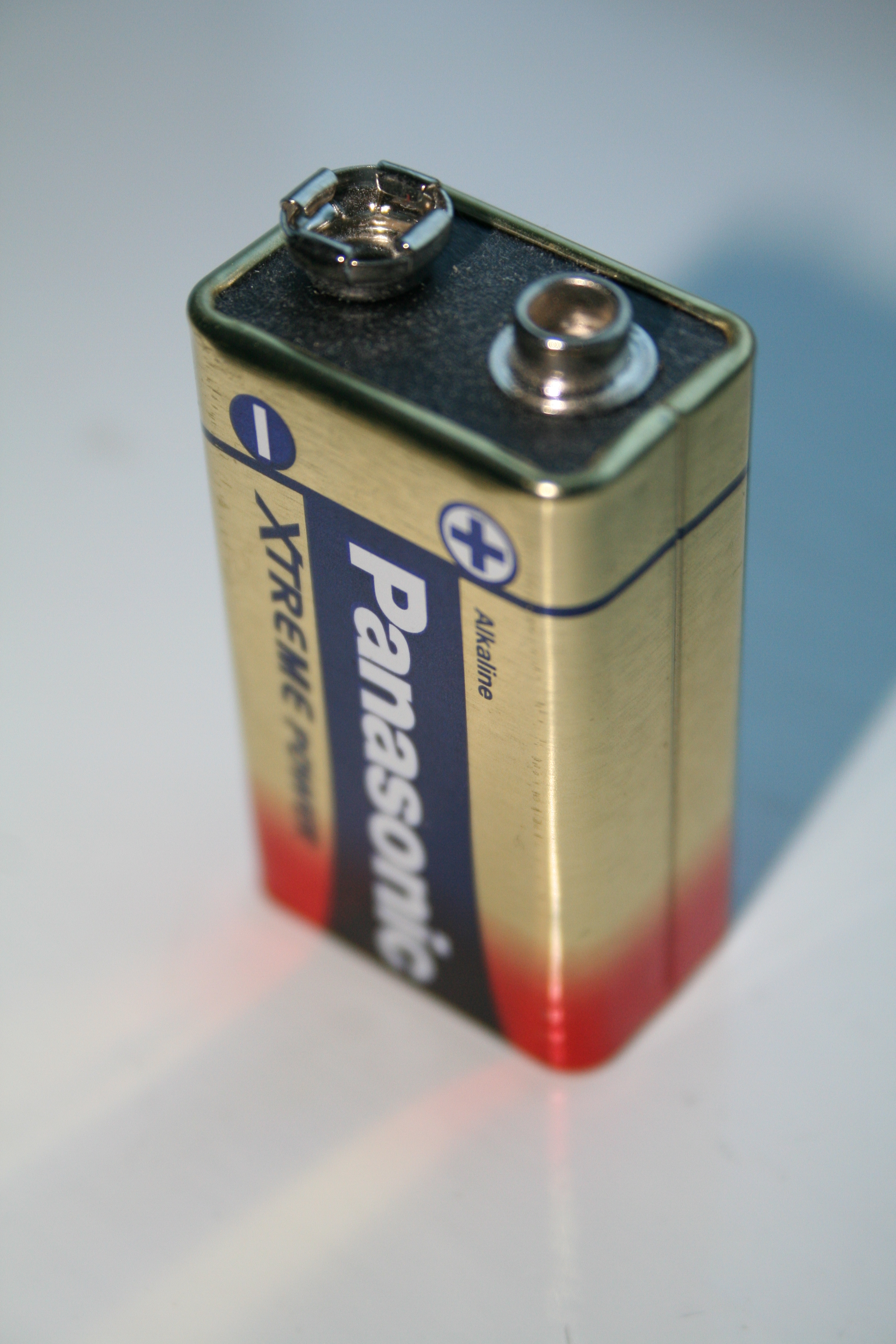
배터리 단자의 양극(+) 및 음극(-) 극성 표시

다음 아우트라인은 전기 극성(영어: Electrical polarity)의 개요 및 주제별 안내로 제공된다.

## 양극과 음극 극성
- 전기공학에서 전기 극성은 전원이 연결될 때 전류가 흐르는 방향을 정의한다.[1] 일반적으로 단자가 전통적으로 극성 기호 + (양극) 및 - (음극)으로 표시되는 직류 전원에 사용되며, 관습 전류는 양극 단자에서 음극 단자로 흐르도록 선택된다.
  - 비유적으로, 일렉트로닉스에서 두 단자 사이에서 신호가 관찰될 때, 단자 간의 전압 측정은 양극 및 음극 극성에 대해 반대 부호를 나타낸다.[1]
- 물리학 및 화학에서 전기 극성은 시스템 또는 분자 내에서 전하가 양극 및 음극 전하로 분리되는 것을 정의한다.[1] (예를 들어, 물 분자는 산소 원자와 수소 원자 사이에 전자가 불균등하게 분포되어 있다.[2]) 이 분리의 정량적 측정은 전기 쌍극자 모멘트라고 불린다.
- 생물학에서 전기 극성은 살아있는 유기체의 부분들 간의 전위 차이의 부호를 나타낸다. 예를 들어, 세포막의 내부 표면은 일반적으로 외부 표면에 대해 음전하를 띠고 있다 (소위 휴지 전위). 신경에서 이 극성이 일시적으로 역전될 때, 반대 활동전위가 먼 거리로 전달된다.[3] 전위는 나트륨-칼륨 펌프에 의해 유지된다. 나트륨 이온과 칼륨 이온은 모두 양전하를 띠고 있지만, 세포 내부와 외부의 불균등한 농도는 전위 차이를 유발한다.

전원부터 스피커에 이르기까지 많은 전기 장치는 병렬로 작동한다. 올바른 작동을 위해 이러한 장치의 커넥터는 일반적으로 "극성"을 띤다 (색상 코딩된 케이블 또는 와이어가 뒤바뀔 수 없는 플러그를 통해).

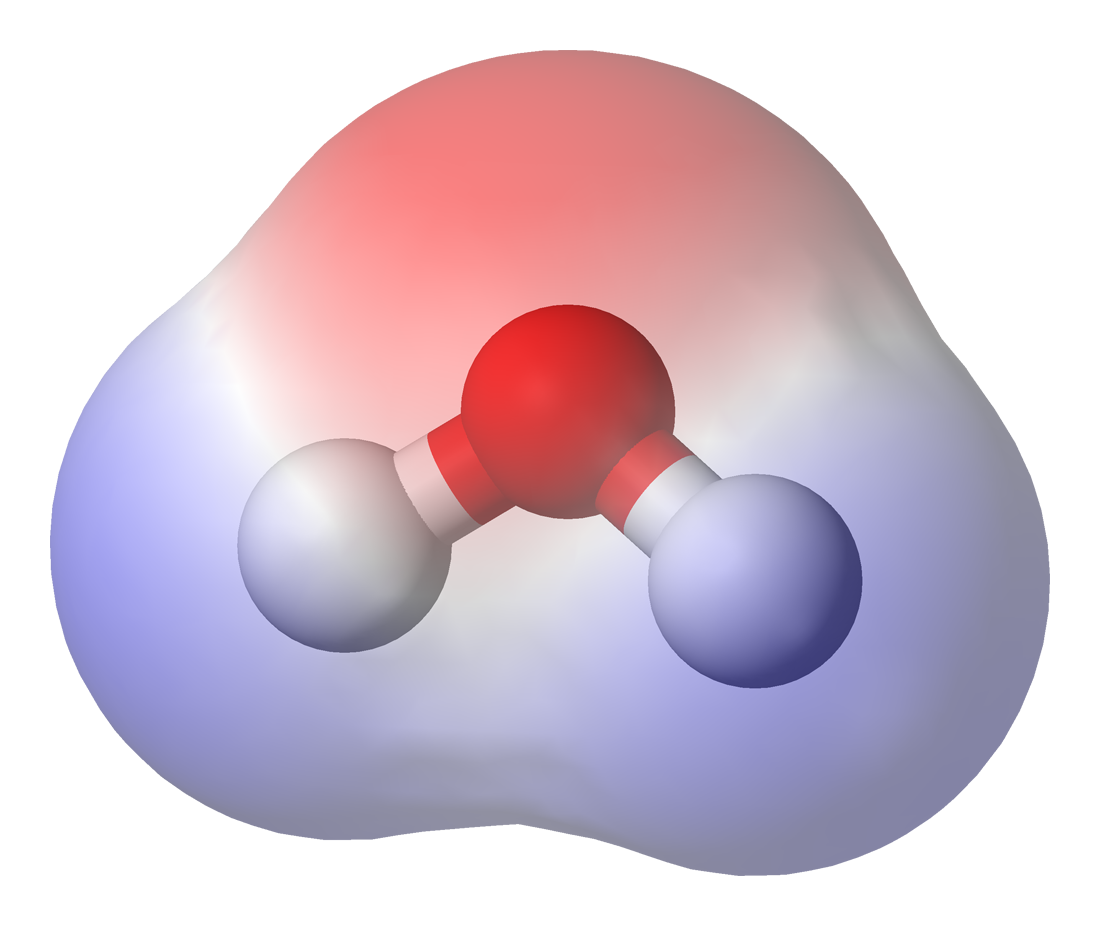
물 분자의 전기 전위 (빨간색은 음전하를 나타냄)
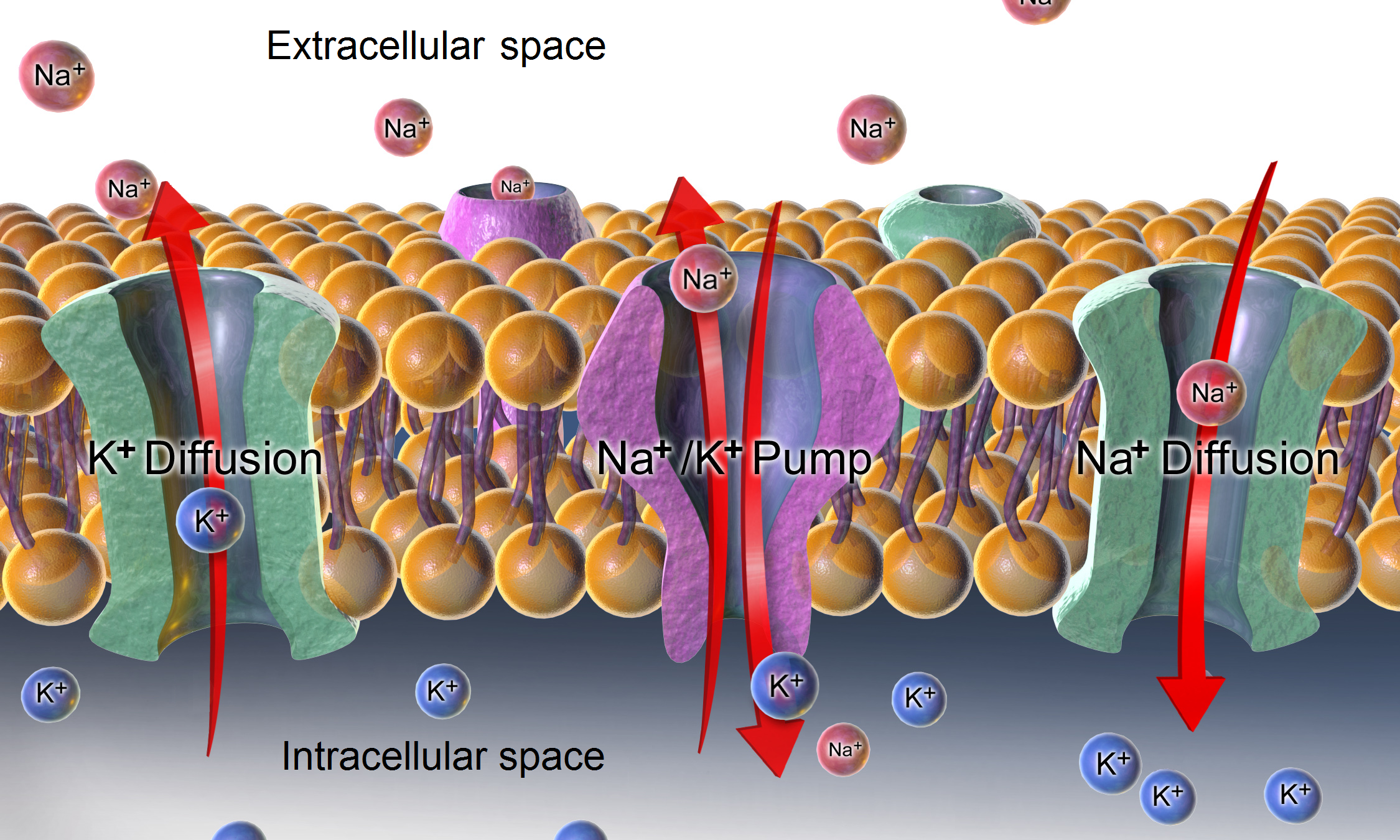
세포막의 나트륨-칼륨 펌프 (매우 단순화됨)
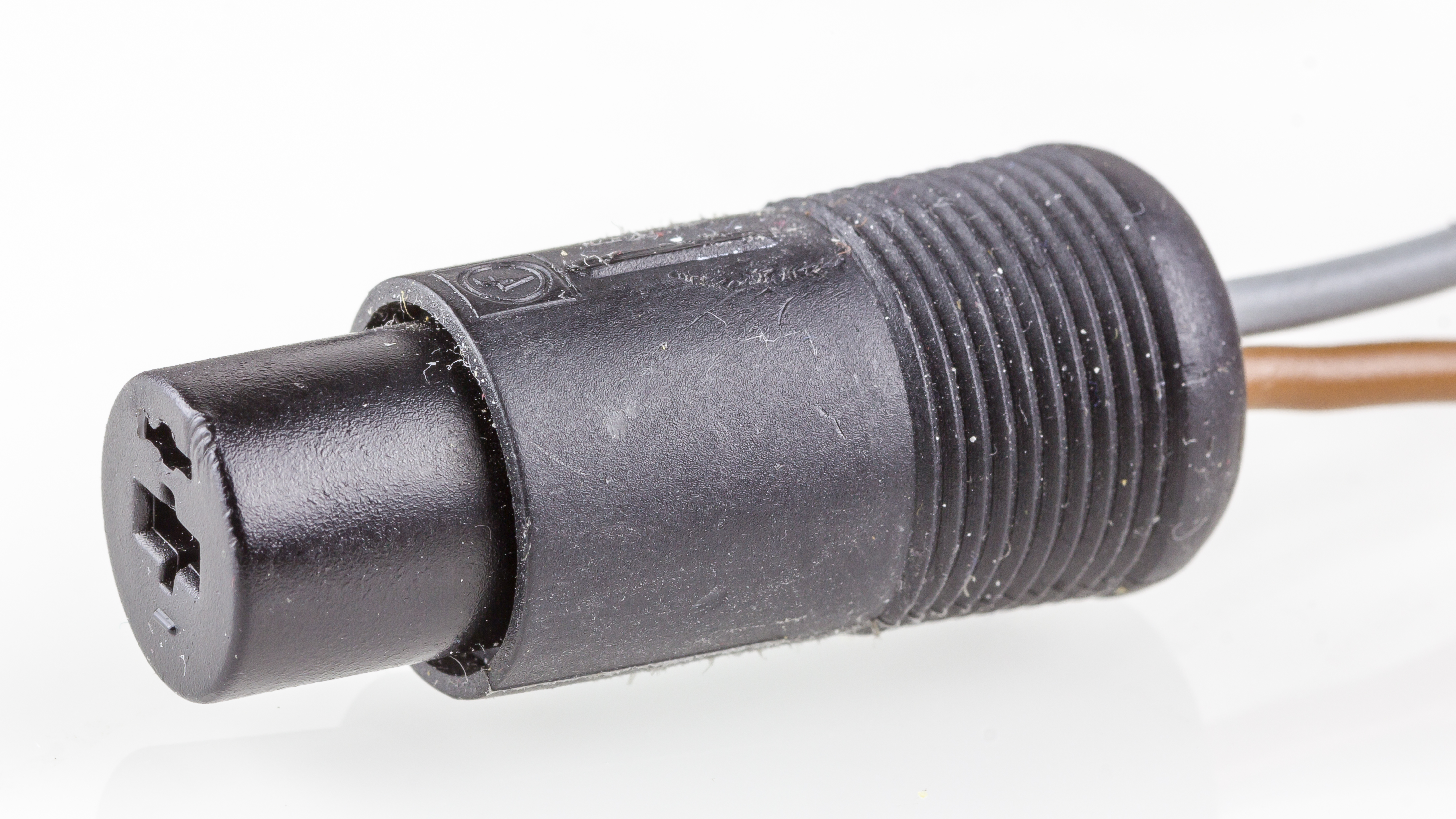
극성 스피커 커넥터 및 색상 코딩된 와이어

## 애노드와 캐소드

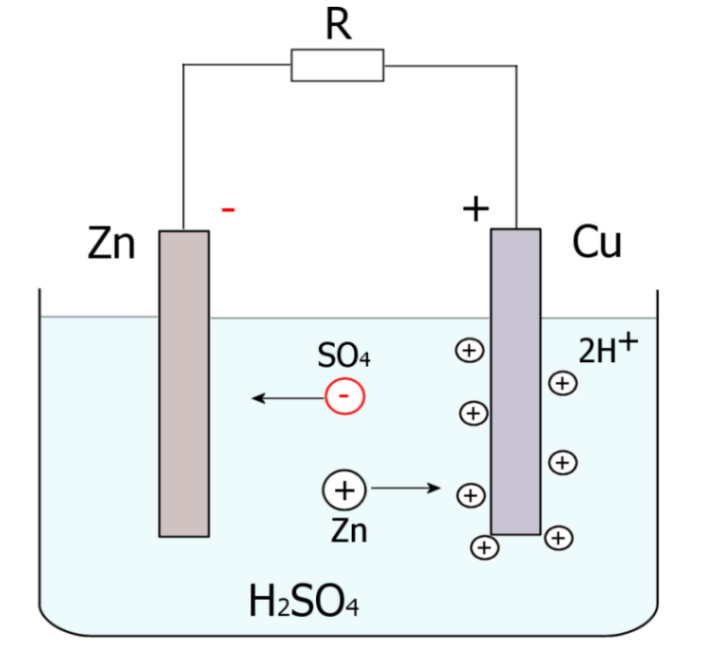
갈바니 전지(일반적으로 전지로 알려짐)의 간략화된 다이어그램. 양극(+) 캐소드는 오른쪽에, 음극(-) 애노드는 왼쪽에 있다. 외부 회로(저항 R)의 관습 전류는 오른쪽에서 왼쪽으로, 캐소드에서 애노드로 흐른다. 전지 내부에서 양전하를 띠는 아연 이온(Zn+)은 애노드에서 캐소드로 반대 방향으로 흐른다.

일부 전기 부품은 무극성이며 전류 방향과 관계없이 동일하게 작동한다. 예를 들어, 저항기의 속성은 단자의 와이어가 바뀌어도 영향을 받지 않는다. 그러나 많은 다른 부품은 작동을 위해 특정 전류 방향을 요구한다. 이러한 극성 전기 장치의 단자에는 애노드/캐소드 용어가 사용되며, 애노드는 관습 전류(양전하)가 부품 내부로 흐르는 연결점이다 (따라서 ACID, "Anode Current Into Device"라는 기억술). 애노드/캐소드 용어는 단자의 전위와 직접적으로 연결되어 있지 않으며, 일반적으로 전지에서는 애노드가 음극성을 가지지만, 전기 부하에서는 양극성을 가지며 캐소드는 반대 극성을 갖는다.
- 전지 내부에서 양전하가 애노드에서 멀어져 캐소드로 흐른다 (따라서 이 전극에 음전위를 생성한다. 그림 참조).
- 다이오드에서 작동 전류는 일반적으로 애노드에서 캐소드로 흐르며, 다이오드 기호의 화살표는 방향을 나타낸다. 그러나 제너 다이오드와 같이 "역극성"으로 연결되어 작동 전류가 캐소드에서 애노드로 흐르는 예외도 있다. 애노드/캐소드 용어는 유사한 장치인 사이리스터에도 사용된다.
- 많은 축전기는 무극성이지만, 전해 축전기는 애노드와 캐소드를 가지며, 직류 전류가 작동 중에는 흐르지 않더라도 손상을 피하기 위해 애노드 전위가 캐소드에 대해 양수여야 한다.
- 전기화학에서 관습적으로 애노드는 항상 산화가 일어나는 곳이고, 캐소드는 환원이 일어나는 곳이다. 전지는 두 가지 유형이 있다: 자발적인 화학 반응이 전기를 생산하는 갈바니 전지(예: 일반적인 전지)와 외부 전기 공급원이 화학 반응을 일으키는 전해전지(예: 충전 중인 충전지).[6] 갈바니 전지에서는 캐소드의 전위가 애노드에 비해 양수이며, 전해전지에서는 캐소드가 애노드에 비해 음수이다.[7]

다이오드 기호 및 일반적인 극성 표시 (캐소드 단자의 띠)
제너 다이오드 기호
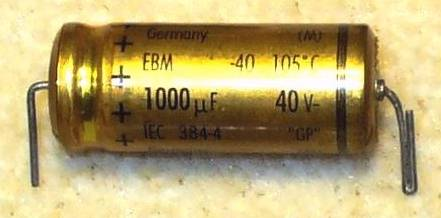
전해 축전기의 극성 표시

## 트랜지스터
접합형 트랜지스터(BJT)는 공유 단자(PNP의 경우 애노드)를 가진 두 개의 다이오드로 간단하게 생각할 수 있지만, (트랜지스터 극성은 일반적으로 장치 부분에서 전하 운반자의 우세에 따라 표현된다: N형 반도체는 전하 흐름이 주로 전자(도너 도펀트의 존재로 인해 자유로움)에 의한 영역, P형 반도체는 흐름이 주로 전자 정공(억셉터를 혼합하여 가능한 추가 전자를 위한 사용 가능한 공간)에 의한 영역.
- BJT는 두 가지 유형의 영역을 모두 사용하며("양극성"이라는 형용사 사용), PNP 트랜지스터 또는 NPN 트랜지스터 극성으로 제공된다. 극성은 에미터에서 베이스로의 관습 전류 방향을 나타내는 화살표로 표시된다. 기억술은 NPN 트랜지스터의 경우 "Not Points iN"이며, PNP 트랜지스터의 경우 "Points iN Proudly"이다.
- 장효과 트랜지스터(FET)는 한 가지 유형의 영역만 사용하며("단극성 트랜지스터"라는 다른 이름), N 채널 또는 P 채널 장치일 수 있다. FET 장치의 다양한 종류는 복잡한 극성 표시 세트를 유발한다 (관습 전류는 그림에서 항상 "아래로" 흐른다):[10][11][12]

| P-채널 |      |             |                         |                         |             |
| N-채널 |      |             |                         |                         |             |
|        | JFET | MOSFET enh. | MOSFET enh. (벌크 없음) | MOSFET enh. (벌크 없음) | MOSFET dep. |

## 역사
전기 현상의 이진("극성") 특성은 매우 오랫동안 알려져 있었으며, 자기 극성과의 유사성은 전자기학 연구를 이끌었고, 외르스테드는 마침내 1820년에 전기와 자기 사이의 연결(외르스테드 법칙)을 찾는 데 성공했다. 반대 전하에 더하기표와 빼기표를 사용하는 것은 18세기에 게오르크 크리스토프 리히텐베르크에 의해 도입되었다. "양극"과 "음극"이라는 용어는 1747년에 벤저민 프랭클린에 의해 도입되었다. 프랭클린은 전기를 유체에 비유하여 "양극"은 그 초과를, "음극"은 결핍을 나타낸다고 설명했다. 프랭클린 이전에는 명칭이 다양했으며, 예를 들어 뒤페는 양극 전하를 "유리질"(유리를 문질러 얻을 수 있기 때문에), 음극 전하를 "수지질"(호박 (화석), "수지"를 문질러 얻었기 때문에)이라고 불렀다.
베르셀리우스는 19세기 초 전기화학 연구에서 "전기 극성"이라는 용어를 사용하여 화학 반응을 설명했다. 베르셀리우스에 따르면, 모든 원자는 양극 및 음극 극성을 모두 가지고 있었지만(오래된 개념인 전기화학 이원론), 균형은 원소에 따라 달랐고(예를 들어, 산소는 음극이고 칼륨은 양극), 반응은 원자들 사이의 전기적 인력에 의해 발생했다.
애노드와 캐소드라는 용어는 그리스어로 각각 "위로 가는 길"과 "아래로 가는 길"을 대략적으로 의미하며, 패러데이에 의해 도입되었다. 그는 남북으로 뻗어 있는 지자기를 잘 알고 있었고, 이것이 관습 전류에 의해 생성된다고 가정했다. 앙페르 회로 법칙에 따르면 이 전류의 방향은 동쪽에서 서쪽이어야 한다. 동쪽의 태양은 "위로" 가고 서쪽의 태양은 "아래로" 가므로 이러한 용어가 생겨났다.

## 같이 보기
- 극성 플러그, 비가역 전기 플러그